# Locomotive SV 21-26
Le locomotive 21 ÷ 26 (poi gruppo 26) della Società Veneta erano un gruppo di locotender di rodiggio 0-2-1, progettate per l'esercizio delle linee sociali.

## Storia
Le locomotive furono costruite tra il 1877 e il 1878 dalla Maschinenfabrik Esslingen per l'esercizio della linea Padova-Camposampiero-Cittadella-Bassano del Grappa, aperta l'11 ottobre 1877: destinate ai treni viaggiatori locali, affiancavano le locomotive gruppo 1 ÷ 9.
Con il passaggio di parte delle linee della "Veneta" alle Ferrovie dello Stato, nel 1906, due unità (la 24 e la 26) furono cedute, entrando a far parte del gruppo 802 delle FS; le unità residue, nell'ambito della riclassificazione delle locomotive a vapore della "Veneta" (1915), furono riclassificate nel gruppo 26, con matricole 260 ÷ 263, prestando servizio su buona parte delle linee della SV:
- la n° 260, ultima sopravvissuta del gruppo, fece servizio sulla ferrovia Parma-Suzzara, prima di essere accantonata nel deposito di Bologna San Vitale (dove era ancora visibile nel 1958);
- la n° 261, assegnata nel 1911 insieme alla 260 alle linee Bologna-Portomaggiore e Budrio-Massalombarda[4], fu demolita nel 1952;
- la n° 262 fece servizio sulla ferrovia Arezzo-Stia in sostituzione delle locomotive gruppo 25[5], quindi sulla Conegliano-Vittorio Veneto fino al 1937, quando fu rilevata dalle FS insieme alla linea e rinominata 811.001 (fu demolita entro il 1940)[6];
- la n° 263 prestò servizio dapprima sulle linee intorno a Vicenza, quindi sulle Guidovie Centrali Venete, sulla San Giorgio di Nogaro-Cervignano e su altre linee.

## Caratteristiche
Le 21 ÷ 26 erano locotender a vapore saturo a semplice espansione, a 2 cilindri esterni con distribuzione Stephenson. Avevano una potenza di 210 CV e una velocità massima di 55 km/h. Il rodiggio 0-2-1, la cabina a sbalzo rispetto all'asse portante posteriore e l'elevata velocità massima davano alle locomotive una qualità di marcia mediocre e un serpeggio pronunciato. Caldaia e meccanismo motori furono utilizzate anche sulle locomotive 31 ÷ 32 a tre assi motori.

## Prospetto delle unità[6]
| Numerazione originaria    | Numerazione definitiva | Anno di costruzione | Costruttore | N. costruzione |
| ------------------------- | ---------------------- | ------------------- | ----------- | -------------- |
| 21 - Campodarsego         | 260                    | 1877                | Esslingen   | 1624           |
| 22 - Venezia              | 262                    | 1877                | Esslingen   | 1625           |
| 23 - Carmignano           | 263                    | 1878                | Esslingen   | 1718           |
| 24 - S. Pietro in Gù      |                        | 1878                | Esslingen   | 1719           |
| 25 - S. Martino di Lupari | 261                    | 1878                | Esslingen   | 1720           |
| 26 - Vigodarzere          |                        | 1878                | Esslingen   | 1721           |